# Kaspar Hagleitner
Kaspar Benedikt Hagleitner (auch Kaspar Benedict Hagleitner oder Caspar Haagleitner; * 5. Jänner 1779 in Kirchberg in Tirol; † 12. August 1836 in Kalksburg) war ein römisch-katholischer Geistlicher und Tiroler Freiheitskämpfer.

## Leben
Der Beginn von Hagleitners kirchlichem Dienst fiel zusammen mit der Eingliederung Tirols und Salzburgs in das zum napoleonischen Rheinbund gehörende neue Königreich Bayern und der Ausdehnung der napoleonischen Kirchengesetze auch auf Tirol, einschließlich des Treueids der Priester auf den Kaiser der Franzosen.
Hagleitner absolvierte das Studium der Theologie an der Universität Salzburg. Seine Priesterweihe erfolgte 1806. Danach wirkte er als Geistlicher in Hopfgarten, ab 1809 als Provisor in Aschau bei Kirchberg; beide Orte gehörten staatlich zum Königreich Bayern, kirchlich zur Erzdiözese Salzburg. Im Mai 1809 kam er als Feldgeistlicher an den Pass Strub. 
Hagleitner verweigerte als einziger Geistlicher im Brixental den Treueid auf Napoleon. Er musste auf Weisung des Ordinariats das Erzbistum Salzburg verlassen und schloss sich in der Folge Andreas Hofer und seinem Kampf gegen Napoleon an. Durch diesen wurde er als Provisor in Hopfgarten eingesetzt. Nach dem Frieden von Schönbrunn flüchtete er kurzzeitig in den Pinzgau und schloss sich von dort wieder Hofer an. Am 29. November 1809 wurde er in Aschau von den Bayerischen Truppen gefangen genommen und nach kurzer Gefangenschaft in das geistliche Korrektionshaus Salzburg gebracht. Von dort gelang ihm 1811 die Flucht nach Wien.
Hagleitner wurde 1811 Kooperator in Breitenfurt bei Wien und 1812 in Wiener Neustadt. 1814 rief er erneut zum Aufstand gegen die Bayern auf. Am 1. November 1814 wurde er Provisor in Wörgl. In dieser Zeit war er einziger Geistlicher und geistiger Führer der Manharter, auch Manhartianer oder Hagleitnerianer genannt, die den Dienst aller Priester ablehnten, die den Treueid auf Napoleon geleistet hatten. Die Gruppierung war in erster Linie in Hagleitners Wirkungsorten Hopfgarten, Kirchbichl, Westendorf und Wörgl verbreitet. 1825 söhnten sich die Manharter mit der Kirche wieder aus. Bis dahin betreute Hagleitner die Manharter, teilweise aus der Ferne.
Nach dem Ende der Franzosenzeit 1815 wurde Hagleitner rehabilitiert und erhielt am 9. November 1815 das Ehrenkreuz pro piis meritis von Kaiser Franz I. persönlich überreicht. Er erhielt eine Stelle in Schönberg im Stubaital, 1817 in Rankweil und 1818 in Mistelbach. Schließlich war er von 1820 bis 1836 Pfarrer in Kalksburg.